# 空中冲撞 (空战)

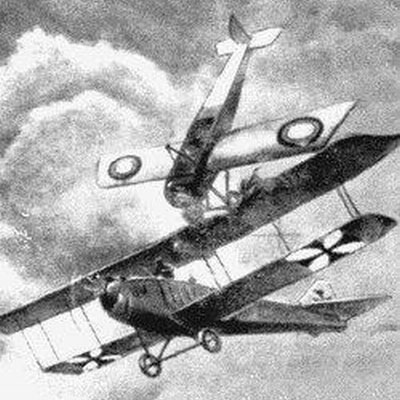
空中冲撞

空中冲撞是空中纏鬥中的一種戰術，是指一架航空器在飞行中冲撞另一架飞行中的航空器，通常是在别无他法时使用。早在航空器发明之前，撞击战术就已常见于海战和陆战。首位实施空中冲撞的是一战期间的俄军飞行员彼得·涅斯捷罗夫（Pyotr Nesterov），冲撞发生在1914年。二战初期，苏军飞行员曾采用航空冲撞战术。实施冲撞的飞行员可以将座机的重量转化为撞击力，此時整个机身就相當於一個撞锤，若一飞行员耗尽了弹药，但仍执意摧毁敌机，那么他就将采取冲撞战术，或者自己的座机已经严重受损，估计无法维修，那么飞行员也可能进行冲撞敵機。大部分攻击方的座机都在经济、战略或战术价值上低于敌机，比如有些驾驶老旧过时机型的飞行员在对战先进机型时就可能去撞击对方，有时，一人想搏命换取多个战果或击杀多名敌人，那他也可能驾机冲撞。战役中的防御方会比进攻方更频繁地采取冲撞战术。
相較於特別攻擊隊發動的自杀式攻击，早期實施冲撞攻击的飞行员是有生还可能的，但这种行为依旧极其危险。有时，实施冲撞的飞机不仅能在撞击后幸存，还能完成可控的降落，但大多数發起撞擊的飛機都因战损或飞行员跳伞逃生而损失掉了。20世纪上半叶，在两次世界大戰以及战间期里，飞行员都曾在空战中使用冲撞战术。后来，喷气式飞机被投入实战，空战速度上升，由于驾驶喷气机成功实施冲撞以及在冲撞后幸存的可能性已几近于零，所以空中冲撞便被很多人弃用了。